# 青柿響
青柿 響（あおがき ひびき、2002年3月20日 - ）は、日本の陸上競技選手。埼玉県飯能市出身。富士通陸上競技部所属。専門種目は長距離走。

## 来歴
飯能市立加治中学校、聖望学園高等学校、駒澤大学文学部卒業。

### 大学時代

#### 大学1年次
2020年12月5日に行われた第282回日本体育大学長距離競技会の10000mで28分20秒42の自己ベストを記録したが三大駅伝の出走はなかった。

#### 大学2年次
2021年11月7日の第53回全日本大学駅伝で2区に出走し、三大駅伝初出場を果たす。1区・佐藤条二から1位で襷を受けたが、区間10位と苦戦し7位に後退（なお、駒澤大は2連覇を達成）。
2022年1月の第98回箱根駅伝では10区に出場し、9区・山野力から4位で襷を受ける。17kmで中央大・井上大輝をとらえるとそこから少しの間抜きつ抜かれつの展開となるも、青柿が井上を完全に追い抜き3位へ浮上。だが最終盤に4位の東洋大・清野太雅の猛追を受け、再び競り合いとなる。それでも最後は清野を僅差で振り切り、表彰台を死守。しかし総合優勝の青学大とは11分15秒の大差をつけられ、連覇を逃す（往路3位、復路9位）。

#### 大学3年次
2023年1月の第99回箱根駅伝では2年連続で10区に出走。9区の山野からトップで襷を受けると序盤から区間新記録ペースで突っ込む。後半は大きくペースを落としたものの、区間2位の好走でそのままトップでフィニッシュ。2年ぶり8回目の総合優勝（完全優勝）、及び史上5校目となる大学駅伝三冠を果たした。

#### 大学4年次
三大駅伝は全て欠場した。大学卒業後は富士通で競技を続ける。

## 戦績・記録

### 大学三大駅伝戦績
| 学年               | 出雲駅伝              | 全日本大学駅伝               | 箱根駅伝                          |
| ------------------ | --------------------- | ---------------------------- | --------------------------------- |
| 1年生 （2020年度） | 第32回 （開催中止）   | 第52回 ― - ― 出場なし        | 第97回 ― - ― 出場なし             |
| 2年生 （2021年度） | 第33回 ― - ― 出場なし | 第53回 2区-区間10位 32分35秒 | 第98回 10区-区間6位 1時間09分44秒 |
| 3年生 （2022年度） | 第34回 ― - ― 出場なし | 第54回 ― - ― 出場なし        | 第99回 10区-区間2位 1時間09分18秒 |
| 4年生 （2023年度） | 第35回 ― - ― 出場なし | 第55回 ― - ― 出場なし        | 第100回 ― - ― 出場なし            |

## 自己ベスト
- 5000m - 13分47秒77（2020年11月29日：第198回東海大学長距離競技会）
- 10000m - 28分20秒42（2020年12月5日：第282回日本体育大学長距離競技会）
- ハーフマラソン - 1時間02分44秒（2022年11月20日：第35回2022上尾シティハーフマラソン）